# Tobolî, Kamin-Kașîrskîi
Tobolî (în ucraineană Тоболи) este localitatea de reședință a comunei Tobolî din raionul Kamin-Kașîrskîi, regiunea Volînia, Ucraina.

## Demografie
Componența lingvistică a localității Tobolî
     Ucraineană (99,74%)
     Alte limbi (0,26%)
Conform recensământului din 2001, majoritatea populației localității Tobolî era vorbitoare de ucraineană (99,74%), existând în minoritate și vorbitori de alte limbi.